# Prothema lineata
Prothema lineata là một loài bọ cánh cứng trong họ Cerambycidae.